# Grattacieli più alti d'Austria

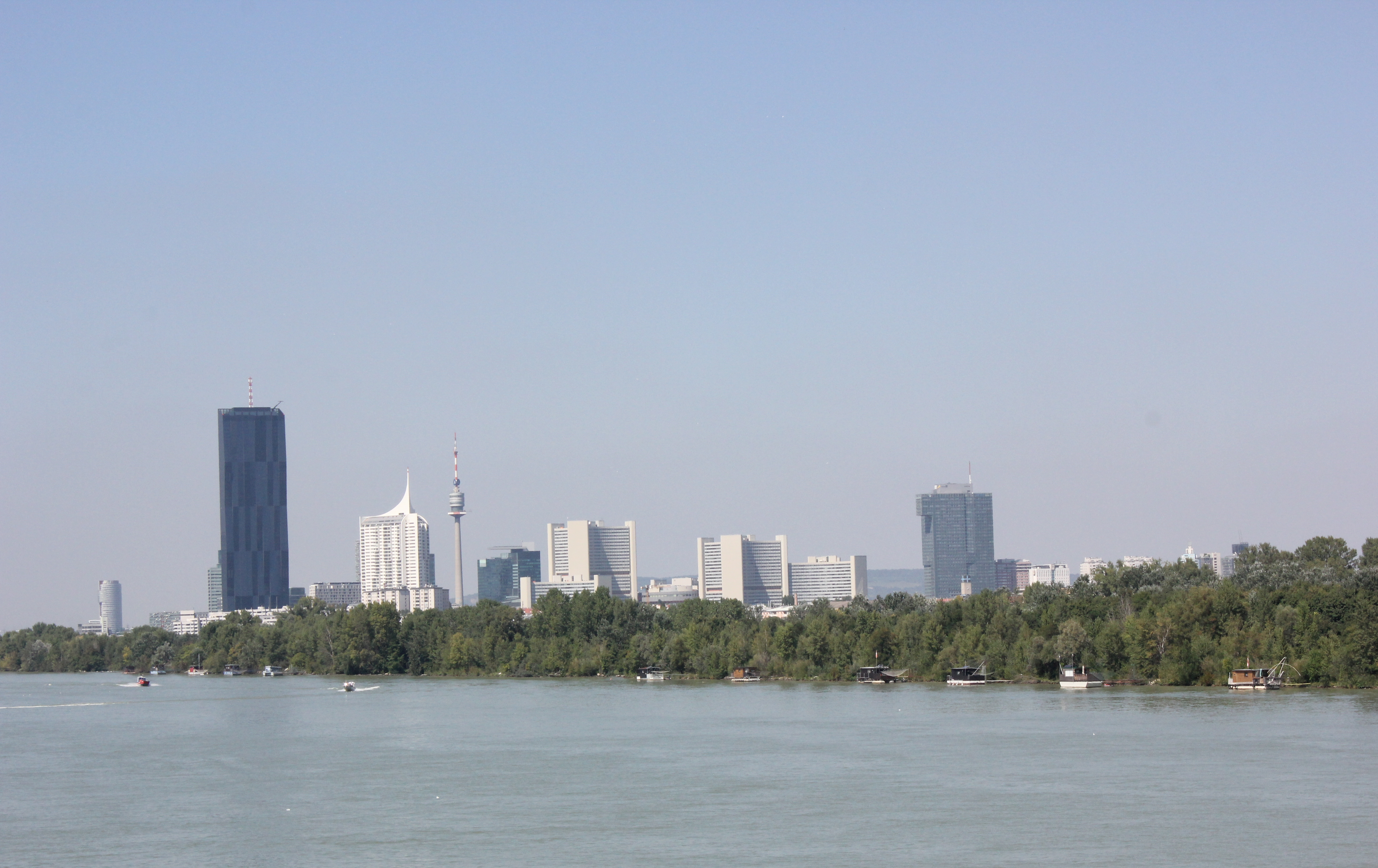
Skyline di Vienna nell'agosto 2016

Questa è una lista degli edifici più alti d'Austria.

## Edifici più alti
Questo elenco comprende tutti gli edifici più alti di 80 metri. Sono esclusi dall'elenco torri radio, torri di osservazione, campanili e camini.
| Posizione | Nome                                     | Immagine | Città  | Altezza al tetto in metri (in piedi) | Altezza totale in metri (in piedi) | Piani | Anno completamento |
| --------- | ---------------------------------------- | -------- | ------ | ------------------------------------ | ---------------------------------- | ----- | ------------------ |
| 1         | DC Tower 1                               |          | Vienna | 220 m (722 ft)                       | 250 m (820 ft)                     | 60    | 2014               |
| 2         | Millennium Tower                         |          | Vienna | 171 m (561 ft)                       | 202 m (663 ft)                     | 50    | 1999               |
| 3         | IZD Tower                                |          | Vienna | 140 m (459 ft)                       | 162 m (531 ft)                     | 41    | 2001               |
| 4         | Vienna Twin Towers (Tower A)             |          | Vienna | 138 m (453 ft)                       | 138 m (453 ft)                     | 35    | 2001               |
| 5         | Vienna Twin Towers (Tower B)             |          | Vienna | 127 m (417 ft)                       | 127 m (417 ft)                     | 34    | 2001               |
| 6         | Vienna International Centre (Building A) |          | Vienna | 127 m (417 ft)                       | 127 m (417 ft)                     | 27    | 1979               |
| 7         | Hochhaus Neue Donau                      |          | Vienna | 120 m (394 ft)                       | 150 m (492 ft)                     | 33    | 2002               |
| 8         | Florido Tower                            |          | Vienna | 113 m (371 ft)                       | 113 m (371 ft)                     | 31    | 2001               |
| 9         | ORBI Tower                               |          | Vienna | 111 m (364 ft)                       | 111 m (364 ft)                     | 27    | 2017               |
| 10        | Mischek Tower                            |          | Vienna | 110 m (361 ft)                       | 110 m (361 ft)                     | 35    | 2000               |
| 11        | Hoch 33                                  |          | Vienna | 110 m (361 ft)                       | 110 m (361 ft)                     | 33    | 2018               |
| 12        | Andromeda-Tower                          |          | Vienna | 103,5 m (340 ft)                     | 113 m (371 ft)                     | 29    | 1998               |
| 13        | Vienna International Centre (Building B) |          | Vienna | 100,9 m (331 ft)                     | 100,9 m (331 ft)                   | 27    | 1979               |
| 14        | Ares Tower                               |          | Vienna | 100 m (328 ft)                       | 100 m (328 ft)                     | 26    | 2001               |
| 15        | CGL Tower                                |          | Vienna | 100 m (328 ft)                       | 100 m (328 ft)                     | 34    | 2015               |
| 16        | Delugan-Meissl-Tower                     |          | Vienna | 99 m (325 ft)                        | 99 m (325 ft)                      | 37    | 2005               |
| 17        | Terminal Tower                           |          | Linz   | 98,5 m (323 ft)                      | 98,5 m (323 ft)                    | 24    | 2008               |
| 18        | Wiener Stadtwerke Tower                  |          | Vienna | 95 m (312 ft)                        | 95 m (312 ft)                      | 24    | 2010               |
| 19        | Saturn Tower                             |          | Vienna | 90 m (295 ft)                        | 90 m (295 ft)                      | 20    | 2004               |
| 20        | ÖBB Tower                                |          | Vienna | 88 m (289 ft)                        | 88 m (289 ft)                      | 24    | 2014               |
| 21        | City Tower Vienna                        |          | Vienna | 86 m (282 ft)                        | 86 m (282 ft)                      | 24    | 2003               |
| 22        | Wohnpark Alterlaa (Block A)              |          | Vienna | 85 m (279 ft)                        | 85 m (279 ft)                      | 27    | 1973               |
| 23        | Wohnpark Alterlaa (Block B)              |          | Vienna | 85 m (279 ft)                        | 85 m (279 ft)                      | 27    | 1973               |
| 24        | Wohnpark Alterlaa (Block C)              |          | Vienna | 85 m (279 ft)                        | 85 m (279 ft)                      | 27    | 1973               |
| 25        | Leopold Tower                            |          | Vienna | 85 m (279 ft)                        | 85 m (279 ft)                      | 26    | 2015               |
| 26        | Vienna General Hospital                  |          | Vienna | 85 m (279 ft)                        | 85 m (279 ft)                      | 25    | 1994               |
| 27        | Wohnturm Höchstädtplatz                  |          | Vienna | 83,5 m (274 ft)                      | 83,5 m (274 ft)                    | 27    | 2006               |
| 28        | Mischek-Coop-Tower                       |          | Vienna | 83 m (272 ft)                        | 83 m (272 ft)                      | 27    | 2004               |
| 29        | SEG Apartment Tower                      |          | Vienna | 82 m (269 ft)                        | 90 m (295 ft)                      | 25    | 1998               |
| 30        | Hoch Zwei                                |          | Vienna | 80 m (262 ft)                        | 80 m (262 ft)                      | 23    | 2008               |
| 31        | Porr Hochhaus                            |          | Vienna | 80 m (262 ft)                        | 80 m (262 ft)                      | 22    | 1999               |
| 32        | Obelixturm                               |          | Vienna | 80 m (262 ft)                        | 80 m (262 ft)                      | 22    | 1998               |

## Edifici in costruzione
| Nome                  | Città      | Altezza        | Piani | Apertura programmata |
| --------------------- | ---------- | -------------- | ----- | -------------------- |
| Marina Tower (Vienna) | Vienna     | 140 m (459 ft) | 41    | 2021                 |
| Austro Control Tower  | Vienna     | 135 m (443 ft) | 38    | 2021                 |
| Triiiple Tower 3      | Landstraße | 120 m (394 ft) | 34    | 2020                 |
| Torre Triiiple 1      | Vienna     | 115 m (377 ft) | 34    | 2020                 |
| DC Tower 3            | Vienna     | 110 m (361 ft) | 32    | 2021                 |
| Torre Triiiple 2      | Vienna     | 106 m (348 ft) | 31    | 2020                 |
| The Icon Vienna       | Vienna     | 88 m (289 ft)  | 24    | 2019                 |
| HoHo Wien             | Vienna     | 84 m (276 ft)  | 24    | 2019                 |